# Niccolò di Liberatore
Niccolò di Liberatore, także Nicolò Alunno (ur. ok. 1430 w Foligno, zm. 1502 w Foligno) − włoski malarz renesansowy, twórca poliptyków i fresków.

## Życiorys
Urodził się ok. 1430 w Foligno w zamożnej rodzinie aptekarzy. Przydomek „l'Alunno”wziął się z pomyłki włoskiego historiografa sztuki Giorgio Vasariego, który błędnie odczytał napis umieszczony przez artystę na gradusie Poliptyku Narodzenia Pańskiego z 1492. Napis „Alumnus Fulginie” znaczy tyle co „Mieszkaniec Foligno”, gdzie słowo „Alumnus” w żaden sposób nie powinno być brane za przydomek artysty. Predella ta znajduje się w Luwrze.
W 1452 Niccolò poślubił Caterinę, córkę malarza Pietra di Giovanni „Mazzaforte”. Artysta ten był aktywny w Foligno między 1440 a 1450. Razem z teściem Niccolò namalował w 1458 Madonna dei Consoli w Derucie. W twórczości Alunna zauważa się też wpływy Bartolomeo di Tommaso i Benozzo Gozzoliego. Z tym ostatnim zetknął się zapewne w Montefalco realizując cykl fresków w absydzie kościoła pw. św. Franciszka z Asyżu.
Bottega (wł. warsztat, pracownia) Niccolò znajdowała się w Foligno w pobliżu katedry św. Felicjana. Spod jego pędzla wychodziły: nastawy ołtarzowe, ołtarze szafkowe, sztandary procesyjne, obrazy o tematyce religijnej, także dzieła o charakterze świeckim, które trafiały do miast Umbrii i Marchii Ankońskiej.
Malarz zmarł w Foligno w 1502, zostawiając pracownię w rękach syna Laktancjusza i ucznia Hugolina z Gisberto. Dom rodzinny przy Via Nicolò Alunno, obecnie klasztor św. Anny, dom zakonny Sióstr bł. Anieli z Marsciano, ozdobiony został szkicami i malowidłami, próbami malarskimi. Znajduje się w nim m.in. autoportret malarza z żoną.

## Dzieła
Poliptyki wykonane w warsztacie Niccolò di Liberatore znajdują się w: pinakotece miejskiej w Derucie, muzeum diecezjalnym w Asyżu, Pinakotece Brera w Mediolanie, Muzeach Watykańskich w Rzymie, pinakotece miejskiej w San Severino Marche, muzeum miejskim w Gualdo Tadino, pinakotece miejskiej w Nocera Umbra, kościele św. Mikołaja w Foligno oraz w kolegiacie w Bastii Umbryjskiej.